# James Deshler

General Deshler

James Deshler (* 18. Februar 1833 in Tuscumbia, Alabama; † 20. September 1863 am Chickamauga, Georgia) war ein Brigadegeneral der Konföderierten im Sezessionskrieg.

## Leben
Deshler wurde 1833 in Alabama geboren. Am 1. Juli 1850 trat er in die Militärakademie in West Point ein, die er 1854 als siebtbester Kadett seines Jahrganges abschloss. Zu seinem Jahrgang gehörte auch der ebenfalls spätere Konföderierten-General James Ewell Brown Jeb Stuart. Ab dem 1. Juli 1854 diente Deshler als Leutnant im 3. Artillerie-Regiment, wurde am 3. März 1855 zum 10. Infanterie-Regiment versetzt und am 17. September 1858 zum Oberleutnant befördert.
Bei Ausbruch des Sezessionskrieges quittierte er den Dienst bei der US-Armee und trat als Hauptmann in das Heer der Konföderierten ein. Am 13. Dezember 1861 wurde er bei dem Gefecht um Camp Allegheny an beiden Oberschenkeln verwundet. Nach seiner Genesung beförderte man ihn zum Oberst und er wurde dem Kommando von General Theophilus Hunter Holmes unterstellt. Dieser machte ihn zum Kommandeur der Artillerie während der Sieben-Tage-Schlacht vom 25. Juni – 1. Juli 1862 rund um Richmond, Virginia. Anschließend übergab man Deshler das Kommando über eine Brigade der Texas-Infanterie in der Division von General Henry Eustace McCulloch und beförderte ihn am 28. Juli 1863 zum Brigadegeneral. Gleichzeitig wurde er der Tennessee-Armee zugeteilt und General Patrick Ronayne Cleburne unterstellt. Wenige Wochen später, bei der Schlacht am Chickamauga in Georgia, am 19. und 20. September 1863, wurde Deshler während einer Inspektion seiner Truppen von einem Artilleriegeschoss der Unionstruppen getötet.